# Hvad nu?
Hvad nu? er en dansk dokumentarfilm fra 1973 instrueret af Nicolai Lichtenberg efter eget manuskript.

## Handling
En gennemgang af de tilbud, der fra Københavns Kommunes side gives til børn og unge, som af forskellige grunde i kortere eller længere tid må anbringes uden for hjemmet. Filmen skildrer målsætningen bag og dagliglivet i børne- og ungdomshjem, børnepensioner og ungdomspensioner, og der gøres rede for det omfattende pædagogiske og psykologiske arbejde, som skal bringe børn med adfærdsvanskeligheder tilbage til samfundet.